# نيكست جينرايشن
نيكست جينرايشن (بالإنجليزية: Next Generation)‏ هي مجلة ألعاب فيديو سابقة نشرتها إيماجين ميديا (الآن فيوتشر يو إس). كانت لمجلة تابعة لمجلة إدج البريطانية وشاركت معها. استمر تشغيل نيكست جينرايشن من يناير 1995 حتى يناير 2002. نشرها جوناثان سيمبسون-بنت وحررها نيل ويست. ومن بين المحررين الآخرين كريس شارلا وتوم روسو وبليك فيشر.
غطت نيكست جينرايشن مبدئيًا أنظمة الـ 32 بت بما في ذلك 3 دي أو وأتاري جاغوار والتي لم تصدر بعد سوني بلاي ستيشن وسيجا ساترن. على عكس المنافسين غيم برو وإلكترونك غيمينغ مونثلي، وجهِتَ المجلة نحو جمهور مختلف من القراء من خلال التركيز على الصناعة نفسها بدلاً من الألعاب الفردية.

## تاريخ النشر
نُشِرَت المجلة لأول مرة بواسطة منشورات جي بي حتى مايو 1995 عندما استحوذت شركة إيماجين ميديا على الناشر.
في سبتمبر 1999، أعيد تصميم المجلة، واختصر اسمها إلى نيكست جين ببساطة. سيبدأ هذا ما كان يُعرف باسم «دورة الحياة الثانية» للمجلة.[بحاجة لمصدر] بعد عام، في سبتمبر 2000، ازداد عرض المجلة من 8 بوصات إلى 9 بوصات، ولكن هذا الشكل الأوسع استمر أقل من عام. تلقى المشتركون في مجلة نيكست جينرايشن أعدادًا من مجلة بلاي ستيشن عندما انتهت دورة حياة المجلة.
أُحيِيَت العلامة التجارية في عام 2005 بواسطة فيوتشر بابليشينغ يو إس أيه كموقع إلكتروني تقوده الصناعة وهو Next-Gen.biz. إنها تحمل نفس المقالات والافتتاحيات مثل المجلة المطبوعة، وفي الواقع تعيد طباعة العديد من المقالات من إدج، المجلة الشقيقة التي تتخذ من بريطانيا مقراً لها إلى نيكست جين. في يوليو 2008، أعيد تسمية الموقع إلى Edge-Online.com.

## المحتوى
لم يركز محتوى نيكست جينرايشن على لقطات الشاشة، والإرشادات، ورموز الغش. بدلاً من ذلك، كان المحتوى يركز بشكل أكبر على تطوير اللعبة من منظور فني. غالبًا ما تضمنت المقابلات مع الأشخاص في صناعة ألعاب الفيديو أسئلة حول الألعاب بشكل عام بدلاً من تفاصيل أحدث لعبة أو نظام ألعاب كانوا يعملون عليه.
نُشِرَ أو عدد من المجلة قبل إصدار سوني بلاي ستيشن وسيجا ساترن في أمريكا الشمالية، وكان الكثير من المحتوى المبكر في انتظار تلك الأنظمة.
بصرف النظر عن الأعمدة العادية، لم تستخدم المجلة سطورًا ثانوية. أوضح المحررون أنهم شعروا أن جميع العاملين في المجلة يجب أن يتقاسموا الفضل أو المسؤولية عن كل مقال ومراجعة، حتى تلك التي كتبها أفراد.
استند نظام تصنيف المراجعة إلى عدد من النجوم (من 1 إلى 5) التي صنفت الألعاب بناءً على مزاياها بشكل عام مقارنة بالألعاب الموجودة بالفعل.
تحتوي المجلة على عدد قليل من الأقسام التحريرية مثل «الطريقة التي يجب أن تكون بها الألعاب» (التي كتبها مصمم الألعاب كريس كروفورد كل شهر في الأصل) والتي ستحاول تقديم نقد بناء حول الممارسات القياسية في صناعة ألعاب الفيديو.
كان تصميم المجلة وتصميمها بسيطًا ونظيفًا بلا ريب، ولم يكن غلافها الخلفي يحتوي على إعلانات في البداية، وهو ما يعد خروجًا عن معظم مجلات الألعاب الأخرى. كانت السنوات العديدة الأولى من المجلة تحتوي على غطاء مصقول ثقيل غير لامع، على عكس الأغطية الورقية اللامعة لمنافسيها. ابتعدت المجلة عن أسلوب الغلاف هذا في أوائل عام 1999، لكنها عادت مرة أخرى في أواخر عام 2000.

## أعداد المجلة
| المرحلة | العدد | التاريخ     | المحتوى                                       |
| ------- | ----- | ----------- | --------------------------------------------- |
| الأولى  | 1     | يناير 1995  | مشغلات ألعاب جديدة                            |
| الأولى  | 2     | فبراير 1995 | الألعاب عبر الإنترنت                          |
| الأولى  | 3     | مارس 1995   | بلاي ستيشن                                    |
| الأولى  | 4     | أبريل 1995  | أتاري جاغوار                                  |
| الأولى  | 5     | مايو 1995   | ألترا 64                                      |
| الأولى  | 6     | يونيو 1995  | تبادل إطلاق النار                             |
| الأولى  | 7     | يوليو 1995  | وايب أوت                                      |
| الأولى  | 8     | أغسطس 1995  | إعلانات سيجا ساترن التجارية                   |
| الأولى  | 9     | سبتمبر 1995 | ديستركشن ديربي                                |
| الأولى  | 10    | أكتوبر 1995 | مادن إن إف إل 96                              |
| الأولى  | 11    | نوفمبر 1995 | ساره براينت من فيرتشوا فايتر                  |
| الأولى  | 12    | ديسمبر 1995 | تقرير ألعاب الفيديو 32 بت                     |
| الثانية | 13    | يناير 1996  | ريدج ريسر ريفولوشن                            |
| الثانية | 14    | فبراير 1996 | ألترا 64                                      |
| الثانية | 15    | مارس 1996   | قاموس نيكست جينرايشن 1996                     |
| الثانية | 16    | أبريل 1996  | كيف تحصل على وظيفة في صناعة ألعاب الفيديو     |
| الثانية | 17    | مايو 1996   | كودنيم تينكا                                  |
| الثانية | 18    | يونيو 1996  | مستقبل مايكروسوفت للألعاب: دايركت إكس         |
| الثانية | 19    | يوليو 1996  | الماضي والحاضر والمستقبل للألعاب عبر الإنترنت |
| الثانية | 20    | أغسطس 1996  | سوبر ماريو 64                                 |
| الثانية | 21    | سبتمبر 1996 | أفضل 100 لعبة على الإطلاق من نيكست جينرايشن   |
| الثانية | 22    | أكتوبر 1996 | رأس المال المخاطر في تطوير اللعبة             |
| الثانية | 23    | نوفمبر 1996 | الحياة الاصطناعية                             |
| الثانية | 24    | ديسمبر 1996 | بلاي ستيشن ضد نينتندو 64 ضد سيجا ساترن        |
| الثالثة | 25    | يناير 1997  | نت ياروزيه                                    |
| الثالثة | 26    | فبراير 1997 | أساطير ألعاب الفيديو                          |
| الثالثة | 27    | مارس 1997   | أفضل 10 مواقع للألعاب عبر الإنترنت            |
| الثالثة | 28    | أبريل 1997  | ألعاب الريترو                                 |
| الثالثة | 29    | مايو 1997   | هناك شيء خاطئ في نينتندو 64                   |
| الثالثة | 30    | يونيو 1997  | لماذا تبلغ تكلفة اللعبة 50 دولارًا             |
| الثالثة | 31    | يوليو 1997  | ما الذي يجعل اللعبة جيدة                      |
| الثالثة | 32    | أغسطس 1997  | تغليف ألعاب الفيديو                           |
| الثالثة | 33    | سبتمبر 1997 | وثائق التصميم                                 |
| الثالثة | 34    | أكتوبر 1997 | مستقبل مشغلات الألعاب                         |
| الثالثة | 35    | نوفمبر 1997 | 25 ألعاب الاختراق                             |
| الثالثة | 36    | ديسمبر 1997 | مطورو الألعاب المستقلون                       |
| الرابعة | 37    | يناير 1998  | أهم الأشخاص في صناعة ألعاب الفيديو الأمريكية  |
| الرابعة | 38    | فبراير 1998 | ألعاب المحترفين                               |
| الرابعة | 39    | مارس 1998   | كيف تحصل على وظيفة في صناعة ألعاب الفيديو     |
| الرابعة | 40    | أبريل 1998  | ماذا يحدث بحق الجحيم؟                         |
| الرابعة | 41    | مايو 1998   | سقوط بي إم جي التفاعلية                       |
| الرابعة | 42    | يونيو 1998  | كيف ستغزو الألعاب العالم                      |
| الرابعة | 43    | يوليو 1998  | ترخيص الألعاب                                 |
| الرابعة | 44    | أغسطس 1998  | حروب المشغلات لعام 1999                       |
| الرابعة | 45    | سبتمبر 1998 | دريم كاست: القصة الكاملة                      |
| الرابعة | 46    | أكتوبر 1998 | سؤال من شخصية                                 |
| الرابعة | 47    | نوفمبر 1998 | سر نجاح نامكو                                 |
| الرابعة | 48    | ديسمبر 1998 | هل تحظى ألعاب الفيديو بفرصة في هوليوود        |
| الخامسة | 49    | يناير 1999  | ماذا فعلت سوبر ماريو 64 لألعاب الفيديو        |
| الخامسة | 50    | فبراير 1999 | دريم كاست: العد التنازلي                      |
| الخامسة | 51    | مارس 1999   | مسائل الفيزياء                                |
| الخامسة | 52    | أبريل 1999  | منحنيات التعلم                                |
| الخامسة | 53    | مايو 1999   | الرجل مقابل الآلة                             |
| الخامسة | 54    | يونيو 1999  | دريم كاست ضد بلاي ستيشن 2                     |
| الخامسة | 55    | يوليو 1999  | بناء المستقبل                                 |
| الخامسة | 56    | أغسطس 1999  | التهديد الثلاثي لراير                         |

| المرحلة | العدد | التاريخ     | المحتوى                                    |
| ------- | ----- | ----------- | ------------------------------------------ |
| الأولى  | 1     | سبتمبر 1999 | وصول دريم كاست                             |
| الأولى  | 2     | أكتوبر 1999 | مرحى لهوليوود                              |
| الأولى  | 3     | نوفمبر 1999 | وصول بلاي ستيشن 2                          |
| الأولى  | 4     | ديسمبر 1999 | الحرب من أجل غرفة المعيشة                  |
| الثانية | 1     | يناير 2000  | وقت الذروة                                 |
| الثانية | 2     | فبراير 2000 | سوف تهب ألعاب 2000 عقلك                    |
| الثانية | 3     | مارس 2000   | رفع التوقعات                               |
| الثانية | 4     | أبريل 2000  | بلاي ستيشن 2: تقرير عملي                   |
| الثانية | 5     | مايو 2000   | صفقة سيجا الجديدة                          |
| الثانية | 6     | يونيو 2000  | الاستعداد للحرب                            |
| الثانية | 7     | يوليو 2000  | ميتال غير سوليد 2: سنز أوف لبرتي           |
| الثانية | 8     | أغسطس 2000  | تصنيع الإكس بوكس                           |
| الثانية | 9     | سبتمبر 2000 | دريم كاست: الذكرى الأولى                   |
| الثانية | 10    | أكتوبر 2000 | الألعاب ذات النطاق العريض                  |
| الثانية | 11    | نوفمبر 2000 | نينتندو غيم كيوب: هل يمكن أن تنافس نينتندو |
| الثانية | 12    | ديسمبر 2000 | ألعاب بلاي ستيشن 2 لعام 2001               |
| الثالثة | 1     | يناير 2001  | غوت تالنت: مطورو الطرف الأول               |
| الثالثة | 2     | فبراير 2001 | أحد خلافات ألعاب الفيديو                   |
| الثالثة | 3     | مارس 2001   | ابدأ شركة الألعاب الخاصة بك                |
| الثالثة | 4     | أبريل 2001  | مجال إندريما                               |
| الثالثة | 5     | مايو 2001   | ألعاب جديدة لمشغلات قديمة                  |
| الثالثة | 6     | يونيو 2001  | خدوة سيجا التالية                          |
| الثالثة | 7     | يوليو 2001  | إيدوس على الحافة                           |
| الثالثة | 8     | أغسطس 2001  | كشف غيم كيوب                               |
| الثالثة | 9     | سبتمبر 2001 |                                            |
| الثالثة | 10    | أكتوبر 2001 | 25 لاعب قوة                                |
| الثالثة | 11    | نوفمبر 2001 | وصول إكس بوكس                              |
| الثالثة | 12    | ديسمبر 2001 | نينتندو غيم كيوب هنا                       |
| الرابعة | 1     | يناير 2002  | مراجعة إكس بوكس                            |

## الملاحظات
1. ↑  غُيِّرَ اسمها لاحقًا إلى نيكست جين (بالإنجليزية: NextGen)‏.